# LVT(A)-1
LVT(A)-1 (Landing Vehicle, Tracked (Armored) Mark 1) – amerykański czołg pływający z okresu II wojny światowej. 

## Historia
W czasie operacji desantowych dokonywanych przez amerykański Korpus Piechoty Morskiej na obszarach Pacyfiku, do przewozu wojsk z okrętów na brzeg używano w pierwszym rzucie gąsienicowych transporterów pływających. Były to pojazdy oznaczane jako LVT (Landing Vehicle, Tracked). Pojazdy te były i lekko opancerzone oraz posiadały odkryty przedział desantowy, a uzbrojenie ofensywne stanowiły karabiny maszynowe. Będące w wyposażeniu Marines czołgi lekkie M3/M5 oraz średnie M4, przywożone na pokładach barek desantowych, docierały na brzeg często dopiero po zajęciu go przez piechotę, która do tego czasu nie miała zapewnionego wystarczającego wsparcia ogniowego. Z tego powodu wynikła konieczność opracowania pojazdu zdolnego do zapewnienia bezpośredniego wsparcia transporterom w trakcie podejścia morzem do rejonu desantu, a także piechocie w pierwszych chwilach walki na lądzie. Powstał więc projekt czołgu pływającego. Został on skonstruowany na bazie gąsienicowego transportera pływającego LVT-2. Przebudowa polegała na zakryciu przedziału desantowego pancerną nadbudówką i osadzeniu na niej wieży pochodzącej z czołgu lekkiego M5A1, za którą umieszczono dwa odkryte stanowiska karabinów maszynowych 7,62mm na obrotowych podstawach Mk 21, które były osłonięte kilkumilimetrowymi pancernymi tarczami.
W latach 1942-1944 wyprodukowano 509 czołgów LVT(A)-1.

## Rozwój
Niewystarczająca zdolność rażenia japońskich bunkrów oraz piechoty doprowadziła do powstania LVT(A)4, w którym wieża czołgu lekkiego M5 została zastąpiona wieżą z HMC M8, uzbrojoną w 75mm haubicę M3.
Prowadzono również próby wyposażenia pojazdu w wieżę pochodzącą z czołgu M24 Chaffee, jednakże zostały one zaniechane wraz z końcem wojny.